# Progne dominicensis
Progne dominicensis е вид птица от семейство Лястовицови (Hirundinidae).

## Разпространение
Видът е разпространен в Ангуила, Антигуа и Барбуда, Аруба, Американските Вирджински острови, Бахамските острови, Барбадос, Бонер, Синт Еустациус, Саба, Британските Вирджински острови, Гренада, Гваделупа, Гвиана, Доминика, Доминиканската република, Кайманови острови, Мартиника, Мексико, Монсерат, Малки далечни острови на САЩ, Пуерто Рико, Сейнт Китс и Невис, Сейнт Лусия, Сен Мартен, Сейнт Винсент и Гренадини, Тринидад и Тобаго, Търкс и Кайкос, Хаити и Ямайка.